# Le Châble
Le Châble is een plaats in de Zwitserse gemeente Val de Bagnes in het district Entremont van het kanton Valais.  Le Châble ligt in het dal van de Dranse de Bagnes, ten zuiden van de Rhônevallei en Martigny. De inwoners van het dorp worden de Châblérins genoemd.
Het station Le Châble ligt aan de spoorlijn Martigny - Châtelard. Vandaaruit rijdt een postbus van PostAuto langs vele haarspeldbochten de helling op naar het iets oostelijker gelegen Verbier.

## Toponymie
Le Châble komt van de naam in het patois Le Tsâble, die refereert naar de goede tsâbles in de buurt, gangen in het bos waardoor de boomstammen naar de vlakte konden afdalen. In Le Châble waren er zo tien, elk met een eigen naam, zoals tsâble: d'élaise, du couershlo, du vajai, rossë, botëyë, varnal, rouena, molachu.

## Geschiedenis
In 1150 stond Humbert III, de derde graaf van Savoye de heerlijkheid Bagnes af aan de al eeuwenoude Abdij van Sint-Mauritius in Saint-Maurice, die zijn soevereiniteit behield tot het einde van het Ancien Régime in 1798. Het dorp Le Châble, de hoofdstad van het Val de Bagnes, was lange tijd de thuisbasis van de residentie van de abt van Sint-Mauritius.
Het dorp was ook meermaals het slachtoffer van een ijsgang en het leegstromen van een supraglaciaal meer van de Giétrogletsjer, sinds 1957 afgeschermd door de stuwdam en het stuwmeer van Mauvoisin. Zowel op 25 mei 1595 als op 16 juni 1818 werd Le Châble getroffen, met elke maal tientallen tot meer dan honderd doden, en honderden gebouwen, huizen, chalets en schuren verwoest.

## Sport
Le Châble was de "Grand Départ" van de eerste etappe van de Ronde van Romandië 2013, een individuele tijdrit, en was de vertrekplaats van de dertiende etappe van de Ronde van Italië 2023.